# Сенат Чили
Сенат Чили (исп. Senado de la República de Chile) — верхняя палата чилийского парламента, Национального конгресса, как это установлено в нынешней Конституции Чили.

## Состав
Согласно нынешней Конституции Чили, Сенат состоит из тридцати восьми сенаторов, избираемых всеобщим голосованием согласно всеобщему избирательному праву в 19 округах на восемь лет, причём половина из них заменяется каждый четвёртый год. Сенатором имеет право избираться гражданин Чили не младше 35 лет, имеющий право голоса и закончивший среднюю школу или её эквивалент.
Ранее в верхней палате чилийского парламента помимо избранных сенаторов также были назначенные или «институциональные». Кроме того, два бывших главы государства, Эдуардо Фрей Руис-Тагле и Аугусто Пиночет, были пожизненными сенаторами. После того как совместное заседанием Конгресса 16 августа 2005 года утвердило поправки к Конституции, начиная с 11 марта 2006 года должности «институциональных сенаторов» были ликвидированы и уже 20 числа к присяге были приведены вновь избранные сенаторы, в результате чего общее число членов Сената составило 38 человек, которые все были избраны. Фрей, потерявший место пожизненного сенатора вследствие в реформы 2005 года, остался в Сенате, выиграв выборное место.
Сессии Сената с 1990 года проходят в новом здании Национального конгресса, расположенном в портовом городе Вальпараисо, которое заменило старое здание парламента, расположенное в центре города Сантьяго, столицы страны.

## История
Сенат Чили был создан в 1812 году. С тех пор он претерпел несколько конституционных преобразований, которые изменили рамки его конституционных полномочий, его состав и поколение его членов.
Первый сенат, созданный согласно статье 7 Временного конституционного руководства 1812 года, состоял из семи членов (по одному от каждой провинции) и трёх заместителей членов и должен был служить противовесом исполнительной власти — Национальной правительственной хунте (исп. Junta de Gobierno). Сенаторы были напрямую назначены провинциями по согласованию с центральным правительством. Первый сенат проработал с ноября 1812 года по январь 1814 года, когда он был реорганизован, чтобы лучше реагировать на проблемы, вызванные военными поражениями от испанской армии.
Второй или Консультативный сенат был создан согласно статье 13 Временного правительственного руководства 1814 года. Он состоял только из семи членов, назначенных Верховным директором, который отобрал сенаторов из трёх кандидатур предложенных каждой из семи провинций. Консультативный сенат функционировал с марта по июль 1814 года, когда испанская армия захватила Сантьяго, положив конец правительству «Старого отечества».
Третий или консервативный сенат был создан согласно разделу III Конституции 1818 года и состоял из пяти членов и пяти заместителей, назначаемых непосредственно Верховным директором. Он должен был функционировать только тогда, когда нижняя палата не функционировала или не могла собраться, и имел право принимать «нормативные правила», которые имели тот же эффект, что и законы (отсюда и прозвище «консервативный», поскольку он «сохранял» власть). Первый консервативный сенат функционировал с октября 1818 года по май 1822 года.
Четвёртый сенат был создан в соответствии с Конституцией 1823 года и состоял из девяти членов, избираемых в одном национальном избирательном округе сроком на шесть лет. Этот сенат был частью так называемого асимметричного парламента, в котором Национальная палата (нижняя палата) не имела преобладания в процессах принятия законов. Четвёртый сенат мог приостановить обязанности Верховного директора, тем самым впервые в истории Чили был обеспечен контроль над исполнительной властью. Однако из-за высокой волатильности в политической ситуации Четвёртый сенат прекратил свою работу уже в конце 1823 года, когда был созван новый Конституционный конгресс, который впрочем провалился, тем самым вызвав возвращение Четвёртого сената в 1824 году, проработавшего до появления нового однопалатного парламента — Генерального конгресса нации (исп. Congreso General de la Nación).
В 1828 году согласно новой Конституции в Чили был возрождён двухпалатный Конгресс. Пятый сенат состоял из 16 представителей провинциальных ассамблей (по два человека от каждой), благодаря чему и был прозван Провинциальным сенатом. Он не обладал исключительными полномочиями, что позволило доминировать нижней палате — Палате депутатов (исп. Cámara de Diputados).
Новая конституция, принятая в 1833 году, предусматривала, что сенат будет состоять из 20 членов, которые избираются по национальным спискам выборщиками сроком на 9 лет. Реформы 1874 года позволили выбирать сенаторов прямым голосованием от имени провинций. Кроме того, срок полномочий членов Сената был сокращён до 6 лет.
Конституция 1925 года увеличила количество провинций, которые были разделены на 9 провинциальных групп, каждая из которых избирала 5 сенаторов сроком на 8 лет. Каждые 4 года состав сената обновлялся наполовину. В 1967 году количество провинциальных групп увеличилось до 10.
В 1980 году была принята новая конституция, согласно которой Сенат состоял из 26 избранных членов (по два от каждого региона), а также назначенных или «институциональных» и пожизненных сенаторов. «Институциональных» сенаторов было девять и они назначались каждые 8 лет. Четыре сенатора назначались Советом национальной безопасности из числа тех, кто выполнял функции главнокомандующих Вооружёнными силами и генерального директора карабинеров. Три сенатора назначались Верховным судом, причём двое из них должны были быть членами этого суда не менее двух лет подряд, а третий не менее двух лет проработать Генеральным контролёром. Два сенатора назначались Президентом Республики из числа ректоров университетов и государственных министров. Пожизненными сенаторами становились бывшие президенты.
Первоначально выборных сенаторов было 26, по 2 от 13 регионов страны; но конституционная реформа 1989 году увеличила число сенатских избирательных округов до 19 за счёт разделения 6 крупнейших провинций страны, а число избираемых членов Сената до 38). В период с 1990 по 2006 годы Сенат состоял из 38 избранных сенаторов, 9 назначенных и 2 пожизненных. Реформа 2005 года ликвидировала должности «институциональных» и пожизненных сенаторов, сократив численность Сената с 48 до 38 человек, которые избираются населением напрямую сроком на 8 лет по 2 сенатора от каждого из 19 сенатских округов.
Конституционная реформа 2015 года увеличила численность Сената до 50 человек, избираемых от 15 регионов Чили. На парламентских выборах 2017 года было избрано 23 сенатора от I, II, IV, VI, IX, XI и XIV округов.

## Функции и полномочия Сената
Сенат как верхняя палата чилийского парламента участвует в законодательном процессе, при этом, согласно 49-й статье Конституции 1980 года, он обладает рядом исключительных полномочий:
- Рассматривает конституционные обвинения, поданные Палатой депутатов.
- Принимает решение о допустимости судебных исков, которые должны быть инициированы против министров.
- Рассматривает споры, возникающие между политическими или административными органами и вышестоящими судами.
- Решает вопросы о реабилитации граждан.
- Предоставляет или отклоняет согласие на действия Президента в случаях, предусмотренных Конституцией или законом.
- Даёт согласие на то, чтобы Президент отсутствовал в стране более тридцати дней или в последние девяносто дней своего срока.
- Рассматривает вопрос о неспособности Президента исполнять свои полномочия, а также - заявление об отставке Президента.
- Утверждает заявление Конституционного суда об ответственности Президента Республики.
- Предоставляет своё мнение Президенту в тех случаях, когда это запрашивается.
- Одобряет назначения, предложенные Президентом, в случаях, предусмотренных Конституцией и законами (например, назначения членов Верховного суда или советников Центрального банка).